# 二碲化铀
二碲化铀是一种无机化合物，化学式为UTe2，它是铀的碲化物之一，具有两种超导相。它可由铀和碲在高温反应得到，其中铀表面的氧化膜可由95%乙酸和5%硝酸的混合溶液除去。它和碲化铊反应，可以得到Tl0.56UTe3。